# Sclerophylax cuyanus
Sclerophylax cuyanus är en potatisväxtart som beskrevs av T.E. Di Fulvio. Sclerophylax cuyanus ingår i släktet Sclerophylax och familjen potatisväxter. Inga underarter finns listade i Catalogue of Life.